# Romà (papa)
|  | Per a altres significats, vegeu «Romà I Lecapè». |

Romà I (Gallese - novembre de 897) fou Papa de l'Església catòlica entre l'agost i el novembre de 897. Va incloure a la diòcesi de Girona les illes de Mallorca i Menorca.
Diversos historiadors apunten que podria haver estat nebot del Papa Marí I. El seu nom d'abans de ser escollit Papa es desconeix, però sí que se'n sap que va néixer a Gallese, un poble d'Itàlia proper a Civita Castellana. Era cardenal de San Pietro in Vincoli quan fou elegit al papat.
Va ser elegit per succeir l'assassinat Papa Esteve VI durant un període en què el papat estava controlat per diverses faccions italianes. Esteve VI havia estat assassinat després d'exhumar el cadàver del Papa Formós perquè participés en el Concili Cadavèric que va acabar amb la condemna del mort. Romà va anul·lar tots els actes i decrets del seu predecessor. El Papa Teodor II va completar aquesta tasca.
Durant el breu pontificat, de quatre mesos, va concedir el pal·li a l'abat Vitalis de l'Abadia de Farfa i el va nomenar patriarca de Grado. També va incloure a la diòcesi de Girona les illes de Mallorca i Menorca i va confirmar les possessions del bisbe d'Elna. El seu curt papat va ser considerat virtuós per l'historiador contemporani Flodoard, però l'historiador del segle xv Bartolomeo Platina el va menysprear per anul·lar els actes i decrets del seu predecessor.
Va morir el novembre del 897 per causes desconegudes, tot i que s'ha apuntat que podria haver estat deposat pels partidaris del seu predecessor, el Papa esteve VI, de faccions oposades. Aquesta possibilitat parteix de la interpretació de la descripció que sovint s'utilitzava per descriure la deposició, i que literalment era que "es va fer monjo".